# Піщана буря (фільм)
«Піщана буря» (івр. סופת חול, Sufat Chol‎‎) — ізраїльський драматичний фільм, знятий Еліт Зексер. Світова прем'єра стрічки відбулась 25 січня 2016 року на Санденському кінофестивалі. Фільм розповідає про бедуїнську жінку, яка змушена прийняти другу дружину свого чоловіка і доньку, яка вступила в статеві стосунки з хлопцем з університету.
Фільм був висунутий Ізраїлем на премію «Оскар» за найкращий фільм іноземною мовою.

## У ролях
- Ламіс Аммар — Лайла
- Руба Блаль — Джаліла
- Гітам Омарі — Суліман
- Хадіджа Ел Акель — Таснім

## Визнання
| Нагороди та номінації фільму «Піщана буря» | Нагороди та номінації фільму «Піщана буря» | Нагороди та номінації фільму «Піщана буря» | Нагороди та номінації фільму «Піщана буря» | Нагороди та номінації фільму «Піщана буря» | Нагороди та номінації фільму «Піщана буря» |
| Рік                                        | Кінопремія / Кінофестиваль                 | Категорія / Нагорода                       | Номінант                                   | Результат                                  |                                            |
| ------------------------------------------ | ------------------------------------------ | ------------------------------------------ | ------------------------------------------ | ------------------------------------------ | ------------------------------------------ |
| 2016                                       | Санденський кінофестиваль                  | Гран-прі (Драма, Світ)                     | «Піщана буря»                              | Перемога                                   |                                            |
| 2016                                       | Берлінський кінофестиваль                  | Приз Amnesty International                 | «Піщана буря»                              | Перемога                                   |                                            |